# WU LYF
WU LYF (prononcez "Woo Life", initiales de "World Unite! Lucifer Youth Foundation") est un groupe de rock anglais originaire de Manchester. Le groupe est principalement connu pour ses prestations live et la part de mystère que le groupe cultive depuis sa création,,.

## Biographie
Le groupe se forme en 2008 à Rusholme dans la banlieue de Manchester. Le groupe est remarqué mi-2010 par une partie de la presse musicale pour le maxi Heavy Pop / Concrete Gold, sorti uniquement en édition limitée vinyle. En juin 2011 sort l'album Go tell fire to the mountain, épaulé par les clips Spitting blood, Dirt, LYF. Enregistré dans une église désaffectée il conserve l'esprit des premiers morceaux du groupe dans une veine plus rock. Go tell fire to the mountain est classé troisième meilleur album de l'année par la rédaction des Inrockuptibles  et deuxième pour les lecteurs de Magic ainsi que révélation de l'année 2011.
Les clips affichent un attachement pour les thématiques anarchistes: résistance d'indigènes face à une attaque de colons dans Spitting blood, scènes de manifestations et d'affrontements avec la police (extraites des manifestations étudiantes à Londres en 2010) dans Dirt, montage de vidéos de villes dévastées, de chute du World Trade Center, se mêlant à des images du groupe dans LYF. Ces deux derniers clips furent réalisés par le quatuor qui, en 2011, était composé de membres ayant 20 ans de moyenne d'âge.
Le logo est une déformation de la croix chrétienne, avec deux branches additionnelles, représentant Jésus sur la croix, mais levant les bras en signe de victoire. Pour le groupe, qui n'est ni croyant ni pratiquant d'aucune religion, c'est un symbole de combativité et de positivité. De même, Lucifer Youth Foundation comme traduction du nom du groupe n'est aucunement sataniste, car selon Ellery Robert, le chanteur, "Lucifer" est ici le nom d'une alternative, d'une seconde voie. Ce sigle est d'ailleurs changé en "Love you forever" dans le refrain du morceau LYF; les deux interprétations sont acceptées.

## Dissolution
En juillet 2012, le groupe annonce dans une lettre ouverte faire une pause d'un an, pour "apprendre, à voir le monde et à jouer le jeu pour ce qu’il est : un jeu. Mais mieux vaut jouer que se faire jouer des tours, non ?”.
Le 24 novembre 2012, une nouvelle chanson, T R I U M P H, est publiée et Ellery James Roberts, chanteur, explique dans une nouvelle lettre qu'il quitte le groupe définitivement. Il expliquera plus tard ne pas avoir supporté le succès que WU LYF a engendré, étant jeune.
De cette dissolution, de nombreux nouveaux projets sont nés des ex-membres du groupe : Ellery Roberts, après avoir publié un morceau en solo a fondé le duo LUH avec Ebony Hoorn.
Les trois autres membres officient désormais dans le collectif Los Porcos ; l'ancien batteur Joseph Manning fait également partie du trio Ménage à Trois et Thomas McClung, auparavant bassiste a son projet solo sous le nom de Francis Lung.

## Membres
- Ellery James Roberts : chant, orgue,
- Thomas David Francis McClung : chant, basse, guitare
- Evans Kati : chant, guitare, harmonica
- Joseph Louis Harland Manning : batterie, piano

## Discographie
Leur premier album est sorti le 13 juin 2011. L'album a reçu de bonnes critiques que ce soit au Royaume-Uni,, ou en France. Cet album a atteint la 98e place des charts britanniques.

### Album
- 2011 : Go Tell Fire to the Mountain

1. L Y F
2. Cave Song
3. Such a Sad Puppy Dog
4. Summas Bliss
5. We Bros
6. Spitting Blood
7. Dirt
8. Concrete Gold
9. 14 Crowns for Me & Your Friends
10. Heavy Pop

### Singles
- 2010 : Heavy Pop / Concrete Gold

1. Heavy pop
2. Concrete Gold

- 2011 : We Bros

1. We Bros
2. We Bros (S.Maharba Mix)
3. We Bros (Young Montana Mix)